# Stevanato Group
Stevanato Group è una multinazionale italiana con sede a Piombino Dese, in provincia di Padova. Fondata nel 1949,  è il primo produttore mondiale di cartucce di insulina per il trattamento del diabete e la progettazione e produzione di macchinari per la conversione di tubi di vetro.
Dal luglio 2021 è quotato alla Borsa di New York.

## Storia
Nuova Ompi, la prima azienda del Gruppo, è stata fondata a Venezia nel 1949 da Giovanni Stevanato. 
Nel 1959 l'azienda si trasferisce nella sua attuale sede di Piombino Dese. Una seconda azienda (SPAMI) è stata fondata nel 1971, specializzata nella progettazione e costruzione di macchine di precisione ad alta velocità e linee complete per la produzione e il controllo di contenitori per tubi di vetro per uso farmaceutico. 
Nel 1993 Stevanato Group acquista Alfamatic (Latina) e con l'acquisizione di Medical Glass (Bratislava) nel 2005, il Gruppo apre all'internazionalizzazione. Nel 2007 acquisisce Optrel (Vicenza), azienda italiana specializzata nella progettazione e realizzazione di macchine ispettrici per l'industria farmaceutica. Inoltre, Nuova Ompi ha lanciato il marchio EZ-fill, a partire dalla produzione di siringhe sterili. 
Nel 2008 è stato costruito un nuovo impianto di produzione chiamato "Ompi of America" a Monterrey, in Messico. Due anni dopo il concetto di EZ-fill fu esteso a flaconi e cartucce. Nel 2012 il Gruppo ha raddoppiato lo stabilimento di Monterrey, iniziato la costruzione di un nuovo stabilimento in Cina (area di Zhangjiagang - Shanghai). Nel 2013 il Gruppo acquisisce InnoScan, produttore danese di macchine ispettrici per l'industria farmaceutica. 
Nel 2016 il Gruppo rileva l'azienda danese SVM Automatik specializzata in soluzioni di assemblaggio, confezionamento e serializzazione per l'industria farmaceutica e le unità operative del Gruppo Balda, specializzata in soluzioni plastiche di alta qualità e di alta precisione per applicazioni diagnostiche, farmaceutiche e di dispositivi medici. Nel 2017 è stato inaugurato a Sete Lagoas il terzo stabilimento greenfield, Ompi do Brasil.

## Divisioni
Stevanato Group comprende due divisioni operative: Pharmaceutical Systems con Ompi specializzata in packaging primario in vetro e Balda, focalizzata su materie plastiche speciali e dispositivi di consegna; Sistemi ingegneristici con Spami, Optrel, InnoScan e SVM, specializzati in soluzioni di lavorazione del vetro, ispezione, assemblaggio e confezionamento.

### Divisione Sistemi Farmaceutici
Con sedi in tutto il mondo (Italia, Slovacchia, Germania, Messico, Stati Uniti, Cina, Brasile), la Divisione Sistemi Farmaceutici produce sia prodotti tradizionali come fiale, sia prodotti a forte crescita come siringhe e cartucce per sistemi di autoiniezione. Con l'acquisizione delle unità operative di Balda, la divisione è specializzata anche in soluzioni plastiche di alta qualità e alta precisione, sviluppate e prodotte per soddisfare le esigenze specifiche dei clienti. Il segmento sanitario di Balda è attivo nelle applicazioni diagnostiche, farmaceutiche e dei dispositivi medici.

### Divisione Sistemi Ingegneristici
La Divisione Engineering Systems è composta da SPAMI (con il suo marchio Optrel), InnoScan e SVM Automatik. Spami progetta e produce macchinari per la conversione di tubi di vetro per la produzione di fiale, cartucce, siringhe, fiale e dispositivi speciali. Optrel e InnoScan si riferiscono all'area di ispezione visiva focalizzata sul mercato delle macchine ispettrici per l'industria farmaceutica. SVM Automatik è un'azienda specializzata in soluzioni di assemblaggio, imballaggio e serializzazione per l'industria farmaceutica.

## Aziende

### Nuova Ompi
Nuova Ompi si trova a Piombino Dese (Padova) e Latina e produce imballaggi primari in vetro farmaceutico per uso iniettabile. Produce fiale, cartucce, siringhe sia sfuse che sterili. L'azienda ha iniziato a fornire siringhe sterili (siringhe EZ-fill) nel 2007 e poi ha esteso il concetto di pronto per il riempimento a fiale e cartucce nel 2010 (Fiale & Cartucce EZ-fill).

### Medical Glass
Medical Glass è stata fondata a Bratislava nel 1991 e acquisita dal Gruppo nel 2005. Oggi produce flaconi e fiale di vetro.

### Ompi d'America
Lo stabilimento messicano si trova a Monterrey. È stato costruito nel 2008 e raddoppiato nel 2012 al fine di servire il mercato americano con il supporto dell'ufficio vendite situato a Newtown, in Pennsylvania (USA).

### Ompi di Cina
L'ufficio commerciale si trova a Zhangjiagang, a circa 150 km da Shanghai. La costruzione dell'impianto greenfield è iniziata alla fine del 2012 e lo stabilimento ha iniziato la produzione nel novembre 2013.

### Ompi do Brasil
Lo stabilimento si trova a Sete Lagoas, nello stato di Minas Gerais, in Brasile. La costruzione dell'impianto greenfield è iniziata all'inizio del 2016 e lo stabilimento ha iniziato la produzione a giugno 2017.

### Balda Medical
Situata a Bad Oeynhausen (Germania), è stata fondata nel 1908 come produttore di telecamere e ha sviluppato un focus sullo stampaggio a iniezione di precisione negli anni Cinquanta. Dopo una diversificazione nella telefonia mobile, medica e automobilistica, l'azienda si è concentrata nel segmento medico, sanitario, diagnostico e farmaceutico. Nel 2016 è stata acquisita dal Gruppo Stevanato. 

### Balda C. Brewer e Balda Precision
Con sede a Oceanside e Ontario (USA), sono stati acquisiti da Stevanato Group nel 2016 e sono specializzati nello stampaggio a iniezione per il mercato medico e nel servizio di tornitura di macchine a supporto dell'industria aerospaziale, medica, elettronica e dei consumatori.

### SPAMI - Optrel
La società fa riferimento alla Divisione Engineering Systems del Gruppo ed è stata fondata nel 1971. Si trova a Piombino Dese (Padova). Produce macchine per la conversione di tubi in vetro e macchine di ispezione per contenitori di vetro farmaceutici.

### InnoScan
L'azienda è entrata a far parte del Gruppo nel 2013 e produce macchine ispettrici ad alta velocità per l'industria farmaceutica.

### SVM
La società danese SVM Automatik è stata acquisita dal Gruppo Stevanato nel 2016. È specializzata in soluzioni di assemblaggio, confezionamento e serializzazione per l'industria farmaceutica.